# Erich Wiedemann
Erich Wiedemann (geboren 4. September 1942 in Mülheim an der Ruhr) ist ein deutscher Journalist und Schriftsteller.

## Leben
Wiedemann besuchte die Volksschule und das Gymnasium bis zur Mittleren Reife in Mülheim. Danach absolvierte er ein Volontariat als Fotograf bei der Neuen Ruhr-Zeitung in Essen. Ab Juli 1963 war er bei der Bundeswehr in Wuppertal, die ihn als Gefreiten entließ. 
Anschließend wurde Wiedemann Redaktionsvolontär bei der Westfälischen Rundschau, später Redakteur bei der Kölnischen Rundschau. Von 1968 bis 1973 war er als Reporter bei der Neuen Revue in Köln und Hamburg tätig. Ab 1973 war er von Nairobi aus Korrespondent des Spiegel für Schwarzafrika. Ab 1978 arbeitete er in der Redaktion des Spiegel, zunächst fünf Jahre lang als Afrika- und Nahost-Redakteur, später als Auslandsreporter. Zwischendurch war er knapp zwei Jahre lang stellvertretender Auslandschef. Daneben veröffentlichte er fünf Bücher. Er ist regelmäßiger Autor bei der Achse des Guten und schrieb mehrere Beiträge für das Magazin Cicero.
Sophie Elpers zitierte Wiedemanns Artikel Frau Antje in den Wechseljahren von 1994 als Beispiel für eine intensive Beschäftigung in Deutschland mit den Niederlanden, die sich seiner Beobachtung nach damals in einer Identitätskrise befanden, und für die Verwendung von Frau Antje als Metapher.
2008 führte Wiedemann ein Interview mit Stefan Aust, dessen Vertrag als Chefredakteur des Spiegel wenige Monate zuvor durch den Verlag beendet worden war, und berichtete in Cicero, Aust mache die SPD für seinen Sturz verantwortlich. Deren Funktionäre hätten nach der negativen Berichterstattung des Spiegel über die SPD vor der Bundestagswahl 2005 beschlossen, mit Mario Frank einen Mann ihres Vertrauens als Chefredakteur zu lancieren. Aust dementierte, dies gesagt zu haben, und erklärte, nicht die SPD, sondern die Gesellschafter des Spiegel hätten ihn gestürzt. Wolfram Weimer, damaliger Chefredakteur von Cicero, hielt dagegen, alle Zitate in dem Artikel seien von Aust autorisiert gewesen, darauf habe er Wert gelegt.
Neben seiner publizistischen Tätigkeit war Wiedemann Ratsherr der FDP und Kreistagsabgeordneter in Jesteburg.

## Bücher
- Idi Amin, ein Held von Afrika? Zsolnay-Verlag, 1982, ISBN 978-3-552-02821-0.
- Wir reiten, bis wir im Blut versinken. Rassenstaat Südafrika. Hoffmann und Campe, 1985, ISBN 978-3-455-08812-0.
- Die deutschen Ängste. Ein Volk in Moll. Ullstein, 1990, ISBN 978-3-550-07826-2.
- Die Ängste der Welt. Ullstein, 1992, ISBN 978-3-550-06592-7.
- Unser Mann in Timbuktu: Die sieben Leben eines SPIEGEL-Reporters. Osburg Verlag, 2008, ISBN 978-3-940-73111-1.